# Aconitum confertiflorum
Aconitum confertiflorum är en ranunkelväxtart som först beskrevs av Dc., och fick sitt nu gällande namn av Gayer. Aconitum confertiflorum ingår i släktet stormhattar, och familjen ranunkelväxter. Inga underarter finns listade i Catalogue of Life.